# РКД Еспаньол
Реал Клуб Депортиво Еспаньол (на испански: RCD Espanyol de Barcelona) е испански спортен клуб от Барселона. Най-вече известен с футболния си отбор. До 2009 година отборът играе домакинските си срещи на Олимпийския стадион „Монтжуик“, който също бе домакин на Олимпийските игри в Барселона. От август 2009 Еспаньол се премества на ново, собствено съоръжение – стадион „Корнеля-Ел Прат“. Въпреки че остава в сянката на местния си съперник ФК Барселона, Еспаньол е шестият най-успешен отбор в Испания. На 13 януари 2007 година, Еспаньол записа своята първа победа срещу Барса от 2001 година насам, с резултат 3 – 1. В предпоследния мач за този сезон Еспаньол направи 2 – 2 срещу Барса на Ноу Камп с 2 гола на звездата Раул Тамудо, с което помогна на Реал Мадрид да стигне до 30-а титла.

## История
Еспаньол е основан на 13 октомври 1900 от Анхел Родригес, студент по машиностроене в Университета на Барселона. Първоначалният дом на клуба е предградието Сария. За обществеността по това време Еспаньол е познат под името – Испанско Футболно общество (Sociedad Española de Football). Еспаньол е първият клуб в Испания основан изключително от испански фенове, противно на отбори създадени от имигранти и сепаратисти като ФК Барселона например.
Традиционно най-вече по време на Гражданската война в Испания Еспаньол символизира лоялност към Испания за разлика от Барселона, която за мнозинството каталонци представлява идеал за автономия.
Първите цветове на клуба са жълти фланелки, а шортите биват различни според избора на индивидуалния играч. Приятел на основателя на клуба е представлявал текстилна фабрика и се е случило, така че да има излишък на жълт материал. През 1910 името се променя на Футболен Клуб Еспаньол (Club Español de Futbol) и официално се налагат синьо-бялото райе като официален екип и основни цветове в клубната емблема. Синьото и бялото са избрани в името на великия Каталунски морски адмирал от средновековието Рожер де Луриа. Още след основаването си Еспаньол започва като успешен клуб, печелейки през 1903 шампионатът на Каталуня, и играейки после в Купата на Краля (Copa del Rey)
На 16 май 2007 година в Глазгоу, Еспаньол играе финал за Купата на УЕФА с друг представител на Примера Дивисион – Севиля. Губи нещастно след изпълнение на дузпи с 1:3, в редовното време резултатът е 2:2. Нападателят на Еспаньол Валтер Пандиани става голмайстор на турнира с 11 гола в 14 мача.

### Исторически емблеми
- 1901
- 1909
- 1910
- 1931

## Отличия
- Ла Лига:
  -  Бронзов медал (4):

1932/33, 1966/67, 1972/73, 1986/87
- Купа на Краля:[2]
  -  Носител (4): 1928/29, 1939/40, 1999/00, 2005/06
  -  Финалист (2): 1911, 1915, 1941, 1947, 1957
- Суперкупа на Испания
  -  Финалист (2): 2000, 2006
- Сегунда Дивисион[3]
  -  Шампион (1): 1993/94
- Купа Ева Дуарте
  -  Финалист (2): 1940
- Средиземноморска лига
  -  Вицешампион (1): 1937
- Шампионат на Каталуня[4]
  -  Шампион (12): 1903, 1903/04, 1905/06, 1906/07, 1907/08, 1911/12, 1914/15, 1917/18, 1928/29, 1932/33, 1936/37, 1939/40
- Купа на Каталуня
  -  Носител (6): 1994/95, 1995/96, 1998/99, 2005/06, 2009/10, 2010/11
- Суперкупа на Каталуня[5]
  -  Носител (1): 2016
- Купа Дуард:
  -  Носител (2): 1953, 1954
- Трофей Рамон де Каранца:
  -  Носител (2): 1973, 2010
- Трофей Сиудад де Ла Линеа:
  -  Носител (1): 1975

### Международни
- Купа на УЕФА/Лига Европа:
  -  Финалист (2): 1987/88, 2006/07
- Интертото:
  - 1/2 финалист (1): 1998
- Coppa Piano Karl Rappan:
  -  Носител (1): 1968

## Настоящ състав
Състав за сезон 2012 – 2013
| №  | Пост | Играч            |
| -- | ---- | ---------------- |
| 1  | В    | Кристиан Алварес |
| 2  | З    | Фелипе Матиони   |
| 3  | З    | Раул Родригез    |
| 4  | П    | Виктор Санчез    |
| 5  | П    | Серхио Техера    |
| 6  | З    | Хуан Форлин      |
| 7  | П    | Раул Баена       |
| 8  | Н    | Кристиян Стуани  |
| 9  | Н    | Серхио Гарсия 3' |
| 10 | П    | Жоан Верду 2'    |
| 11 | Н    | Руй Фонте        |
| 12 | Н    | Самуеле Лонго    |
| 13 | В    | Кико Касила      |

| №  | Пост | Играч            |
| -- | ---- | ---------------- |
| 14 | З    | Ернесто Галан    |
| 15 | З    | Ектор Морено     |
| 16 | З    | Хави Лопез       |
| 17 | П    | Хуан Албин       |
| 18 | З    | Жоан Капдевила   |
| 19 | З    | Диего Колото     |
| 20 | П    | Симао Саброза    |
| 22 | П    | Вакасо Мубарак   |
| 23 | П    | Кристиян Гомез   |
| 24 | П    | Кристиян Алфонсо |
| 27 | З    | Виктор Алварез   |
| 25 | П    | Мартин Петров    |

## Известни футболисти
- Наско Сираков
- Велко Йотов
- Мартин Петров
- Хосе Амависка
- Стив Арчибалд
- Ален Богосян
- Хуан Капдевиля
- Жорди Кройф
- Алфредо Ди Стефано
- Хуан Еснайдер
- Пауло Соуса
- Томас Н'коно
- Самюъл Ето'о
- Карлос Камени
- Константин Галка
- Каталин Мунтяну
- Маурисио Почетино
- Каетано Ре
- Раул Тамудо
- Флорин Радучою
- Стийв Финан
- Мустафа Хаджи
- Пако Флорес
- Игор Корнеев
- Дмитрий Галямин
- Дмитрий Кузнецов
- Ласло Кубала
- Саво Милошевич
- Франсиско Паленсия
- Валтер Пандиани
- Дарио Силва
- Иван Елгера
- Макси Родригес
- Рикардо Замора
- Морено Торичели
- Симао Саброза
- Иван де ла Пеня
- Шунсуке Накамура
- Луис Гарсия
- Пабло Освалдо
- Калу Уче

## Български футболисти
- Наско Сираков: 1990/91 - (24 мача - 3 гола)
- Велко Йотов: 1993/95 - (42 мача - 14 гола)
- Мартин Петров: 2013 - (8 мача - 0 гола)

## Известни треньори
- Рик